# Eugène Durieu
Eugène Durieu (Nîmes, 10 dicembre 1800 – Ginevra, 16 maggio 1874) è stato un fotografo francese.

## Biografia
La notorietà di Durieu deriva dalla sua amicizia con il pittore Eugène Delacroix, il quale gli chiese di fotografare dei nudi che al pittore sarebbero serviti come modelli per le sue opere. In tal senso è possibile che abbia suggerito alcune pose poiché spesso era presente alle riprese, come ad esempio per il dipinto Odalisque del 1857, quando egli stesso non si poneva dietro alla macchina. Difficile stabilire quale fu il fotografo che per primo riprese immagini di nudo tra  lo stesso Durieu e Louis-Camille d'Olivier, Auguste Belloc oppure Julien Vallou de Villeneuve. Certamente Durieu fu il primo a fotografare nudi maschili. Le loro immagini si collocano probabilmente a partire dal 1852-1853 in poi.
Jean Louis Marie Eugène Durieu nacque nel 1800 da Jean-Michel, consulente legale, e Marie-Henriette Belle. L'influenza del padre fu assai importante sia per quanto attiene l'impiego del figlio al Ministero delle finanze dove il padre ricopriva incarichi di rilievo, sia nell'avventura di editore della rivista mensile Le Mémorial des perceteurs et des receveurs des communes destinata ai funzionari pubblici, ai ragionieri e agli esattori delle tasse. Nel corso del tempo la rivista cambiò nome ma uscì regolarmente fino al 2010. A sua volta Eugène invitò il proprio figlio Henri Auguste ad occuparsi anche lui della rivista.
Nel 1827 Durieu sposò Luce Estelle Muriel, figlia di François Auguste Michel Muriel, direttore del deposito di guerra e cavaliere dell'Ordine di Saint-Louis e della Legione d'onore, e Jeanne Baltié. Nel 1829 nacque il figlio Henri Auguste.
Intorno al 1830, mentre proseguiva il suo lavoro ministeriale insieme al padre, iniziò ad interessarsi di teatro e delle attrici, scrivendo sceneggiature, tra cui Mari de la veuve (Il marito della vedova) che l'attrice Charlotte-Louise-Valentine Rougeault de La Fosse, conosciuta come Mademoiselle Dupont (1791-1864), decise di interpretare in beneficenza per la regia di Alexandre Dumas nel 1832.
Tra il 1838 ed il 1850 Durieu ricoprì molti incarichi importanti al Ministero dell'Interno fino a diventare Direttore Generale delle Religioni (Directeur Général des Cultes). Nel 1850 fu licenziato, ma il motivo non è mai stato rivelato ed anche il tribunale che indagò sulle caratteristiche morali dell'ex Direttore si espresse a favore di Durieu.
Avendo tempo libero, Durieu iniziò ad interessarsi alla fotografia, usando sia il dagherrotipo che il calotipo, riscontrando commenti favorevoli nella mostra di Bruxelles del 1856. Nel 1851, insieme a Delacroix e ad altri, Durieu prese parte alla fondazione la Société Heliographique, prima istituzione francese per la fotografia, all'interno della quale Durieu si batté a favore del calotipo. Fu quindi sostituita dalla Société Française de Photographie nel 1854.
L'allontanamento dalla fotografia, a partire dal 1857 per il resto della sua vita, coincide con gli avvenimenti fallimentari che lo coinvolsero nello sconsiderato acquisto di una miniera di carbone il cui fallimento ed il processo legale che ne derivò lasciò lui e la sua famiglia nell'indigenza. Non solo, ma la corte nel primo processo condannò Durieu a vent'anni di lavori forzati, pena ridotta a quattro anni di carcere, oltre al pagamento di una penale, nel secondo processo del 1860 nel quale furono riconosciute le attenuanti dovute alla sua carriera e alle cariche ricoperte sebbene avesse fatto circolare sessanta cambiali per 277.000 franchi con le firme false di un suo amico, il barone Ernouf de Verclives (1817-1889), avvocato presso la Corte Reale e scrittore.
Col carcere si interrompe la narrazione della vita di Eugène Durieu compresi i motivi del suo trasferimento a Ginevra dove morì nel 1874.
Le sue immagini sono conservate in vari musei: Getty Museum, Metropolitan Museum of Art, Musée d'Orsay, Museum of Modern Art, National Gallery of Art, George Eastman House.

## Henri Auguste Durieu
In arte Auguste Muriel, dal nome della madre separatasi dal marito nel 1858, ebbe un buon successo in ambito teatrale scrivendo commedie e dirigendo riviste dedicate al teatro tra il 1854 e la fine degli anni Cinquanta.
Nel 1858 si sposò con Jeannette Brisace ma nel 1860 ella separò i suoi beni da quelli del marito e quest'ultimo si trovò in una situazione di povertà se non di miseria. Non sono chiare le vicende che portarono anche lui, come il padre, in prigione né se scontò la pena nello stesso periodo.
Si dedicò alla fotografia aprendo nel 1860 "La Photographie des Trois Empereurs", uno studio nella piazza principale di Parigi di fronte al Palace-Royal e di lato al teatro della Comédie-Française, specializzandosi nel ritratto agli attori, vedute spagnole ed altro.
Lasciata la fotografia o dedicandovisi nel tempo libero, si impiegò presso il Ministero dell'agricoltura e del commercio e, come il padre e il nonno, proseguì nella pubblicazione della rivista Le Mémorial des perceteurs et des receveurs des communes. Henri Auguste Durieu morì a Parigi nel 1877.